# Carlos Alvarado-Larroucau
Carlos Alvarado-Larroucau é um escritor, poeta e ensaísta nascido em [[São Miguel de Tucumã, na Argentina, em 1964 . Ao termino de seus estudos secundários na província de Tucumã se radica em Buenos Aires, onde realiza estudos de idiomas, filosofia e direito. Por estudos, durante mais de doze anos residirá no Canadá, Estados Unidos e França.
Carlos Alvarado se graduou com honras em literatura comparada e literatura francófona na Universidade de Montreal (Canadá), onde fosse bolsista do Ministério de Educação do Quebec. Também obtém diplomas com honras na Universidade Internacional de Flórida, FIU, (Estados Unidos) e na Universidade da Sorbona (França). É docente em diferentes universidades e instituições argentinas e publica em meios especializados em literatura. Foi convocado em várias oportunidades por diferentes universidades do mundo para dar conferências sobre literatura. É membro da Golden Key International Honour Society, do PEN Clube Internacional, do PEN Clube de Argélia , de Gente de Letras de Paris e de outras reconhecidas instituições, académicas, literárias, culturais e sociais.
No ano 2008 foi especialmente convidado a Argélia , pelo Ministério da Cultura para expor sua conferência: Lhe silence au cure d’um système de représentation puramente algérien (O silêncio no centro de um sistema de representação puramente argelino), dissertação que deu início à sessão geral de conferências durante o Primeiro Encontro Internacional de Tradução Literária de Argel, organizado pelo Ministério de Cultura de Argélia em cooperação com o Instituto Superior Arabe de Tradução, o PEN Clube Internacional e o PEN Clube de Argélia .
No ano 2009, em Buenos Aires, participa de uma conferência sobre a literatura marroquina. IV Colóquio Internacional de Literatura Comparada», organizado pela Universidade Católica Argentina, congresso presidido pelo Prof. Pierre Brunel da Universidade da Sorbona, patrocinado pela Embaixada da França na Argentina e auspiciado pelo Ministério de Relações Exteriores, Comércio Internacional e Culto da República Argentina. O escritor tem dado várias conferências sobre a literatura francófona da Argentina. Por publicar em espanhol e em francês, indistintamente, é considerado como um autor francófono da Argentina.

## Prêmios
Seu trabalho como escritor lhe valeu a obtenção de vários prêmios entre os que se destacam: 1999: o «Fleur de Lys» da Sociedade de Franceses Huguenotes da Flórida.
2003: Primeiro Prêmio, Diploma de Honra, no concurso «Petits Poèmes em Prose» da Sorbona.
2008: Menção de Honra da SADE (Sociedade Argentina de Escritores), SADE filial Vales Calchaquíes, ao melhor livro tucumano de poemas publicado em 2007, para seu livro Com tinta de amapolas.
2008: Menção de Honra da cidade de Voghera (Itália), por seu artigo «Ernesto Nava», publicado no livro Italianos em Tucumã, histórias de vida.

## Comentários sobre sua obra
Sobre sua obra poética, o professor Adrián Baró (especialista argentino), comenta:
Seria impossível não encontrar na poesia de Alvarado certos ecos que são próprios à literatura francófona que ele estuda. Como outros escritores de fala francesa tem dialogado intimamente com a obra dos grandes poetas galos como Saint-John Perse, Max Jacob e Mallarmé; absorvendo uma verdadeira dose de melancolia da leitura inevitável de Proust . Na obra de Alvarado há um verdadeiro lirismo herdado de um romantismo «que não cessa», que cohabita com o despojo inquisidor dos poetas contemporâneos. Em seu labor literário há uma aspiração a atingir uma poderosa síntese, evocando um clima interior a partir da mera observação das simples coisas à moda de Rilke ; e isto se faz visível em vários de seus versos como em «o nimio: o perfeito; o passageiro: o eterno». O poeta afirma-se antes de mais nada «tucumano», e assim é sua palavra; seu dizer está carregado com os matizes de sua terra, com certa maneira de expressar-se própria a toda a região do noroeste argentino. Indubitavelmente o poeta não desconhece as obras dos poetas tucumanos Pablo Vermelhas Paz, Omar Estrela, Ariadna Chaves, e David Lagmanovich, entre outros. Seu verso como o dos poetas de sua terra é livre e cuidado, seu adjetivación tão austera como certera.
Adrián Baró

## Comentários sobre sua poesia em francês
Carlos Alvarado-Larroucau nutre o idioma francês, seu idioma de adopção e também seu idioma de poeta, com esses nomes sonoros e exóticos. O fala-nos de viagens, os seus (Viveu nos Estados Unidos, no Canadá e na França), e daqueles que têm precedido seu nascimento : não está ele "exilado de um exilado povoo migrador?" Seus ancestros chegaram da França a Argentina, Casualidade ou Signo? Eles vinham de Oloron-Sainte-Marie , como os pais de Jules Supervielle. Jogaram seus raices no norte do país, em uma zona verde e montanhosa que se parece um pouco, nos diz ele, ao País Basco. Na família transmitia-se o francês como uma tradição. As imagenes mais ricas desta poesia vêm de um continente amerindio : magnolias em flor, espigas verdes de maíz, no entanto nem a nostalgia nem o lamento são palavras de ordem em seu poemario [Je suis aussi... ]. Aquilo que domina em Carlos Alvarado-Larroucau é a preocupação pela oferenda, a busca da luz : O interessou-se durante um tempo na arte do vitral.
Dominique Barbéris
Carcaza vazia e tornasolada de um escarabajo, que deposito sobre o altar da vida
- Fragmento (tradução) de um poema em francês de Carlos Alvarado-Larroucau, do poema "J'écris: voyage".

## Bibliografía
- « Lhes Précieuses argentines. Littérature francophone d'Argentine » em Francofonía , Nº 18, Universidade de Cádiz, 2010.
- « A cor da vida, não os detalhes ». Apresentação da obra do artista plástico Enrique Ponce Boscarino; em Catálogo da mostra “Percepciones”, Celebrações do Bicentenario, Câmara de Deputados do Congresso da Nação Argentina, Abril 2010.
- Je suis aussi... prefácio de Dominique Barbéris, Paris: L’Harmattan (Coll. Poètes dês cinq continents), 2009.

Écritures palestiniennes francophones. Quête d’identité em espace néocolonial. Paris: L’Harmattan (Coll. Critiques Littéraires), 2009.
- "Écrire ces vers" e "Tatuajes e corpos escritos", A turucuto, nº1, São Miguel de Tucumã, Argentina, novembro 2009.
- « Poemas para uma noite quieta », em Espelhos do tempo, espelhos da alma, antología, Yerba Boa (Tucumán): Lucio Piérola Edições, 2009.
- « Traduire a littérature algérienne de langue française. Lhe silence au cœur d’um système de représentation purement algérien ». in Revista Internacional de Tradução Moderna do Laboratório de Investigação, Idiomas e Tradução da Faculdade de Letras, Línguas e Artes. Departamento de Tradução. Universidade Mentouri de Constantina (Argélia), n° 4, julho de 2009.
- «Prefacio crítico», em María Elisa GALO: Teclas negras, Yerba Boa (Tucumán): Lucio Piérola Edições, 2008.
- «Contos e poesias», em Escritores de Tucumã, século XXI, antología de escritores de Tucumán, obra conjunta, Yerba Boa (Tucumán): Lucio Piérola Edições, 2008.
- «Ernesto Nava», em Alva OMIL (comp.): Italianos em Tucumán, histórias de vida (obra conjunta, biografias). Yerba Boa (Tucumán): Lucio Piérola Edições, 2007.
- Com tinta de amapolas (poesia). Yerba Boa (Tucumán): Lucio Piérola Edições, 2007.
- «Jean-Marie Adiaffi et sa carte d’identité. Une identité à chercher et à défendre», em Philanthropie (revista de estudantes africanos e africanistas na Sorbona). Paris: ADEAS, n.º 3, fevereiro de 2005.

## Conferências
- 09/2009 "O Menino de areia (de Tahar Ben Jelloun), de Marrocos a Buenos Aires. Homenagem a francófono a Borges Poeta". Coloquio Borges-França. IV Coloquio Internacional de Literatura Comparada, Universidade Católica Argentina. Buenos Aires.
- 03/2009 "Écrivains argentins d’expression française, sul lhes poètes: María Isabel Biedma et Susana Calandrelli, Littérature francophone d’Argentine de 1869 à 2009". Aliança Francesa de Buenos Aires.
- 12/2008 "Traduire a littérature algérienne de langue française. Lhe silence au cœur d’um système de représentation purement algérien". Argel (Argélia).
- 09/2008 "Assia Djebar, uma escritora argelina na Academia Francesa". Centro Cultural Alberto Rougés, Tucumán.
- 07/2008 "Assia Djebar, uma escritora argelina na Academia Francesa". Aliança Francesa de Buenos Aires.
- 11/2007 "Da vida à morte. Cerimónias e ritos egípcios desde o nascimento à morte. Exploração dos contos egípcios". Ente Cultural da Província de Tucumán, Tafí do Vale (Tucumán).
- 05/2007 "A identidade, um tema recorrente em uma literatura emergente. Poesia de expressão francesa do Mashrek". IIIer Maio das Letras em Tucumán, A Secretaria de Estado de Cultura da Província de Tucumán. Tucumán.